# Annamaria Giacomettiová
Annamaria Giacomettiová (* 4. listopadu 1973 Milán, Itálie) je bývalá italská sportovní šermířka, která se specializovala na šerm fleretem. Itálii reprezentovala v devadesátých letech a v prvním desetiletí jednadvacátého století. V roce 1999 obsadila třetí místo na mistrovství Evropy v soutěži jednotlivkyň. S italským družstvem fleretistek vybojovala v roce 1997 a 1998 titul mistryň světa a v roce 1999 titul mistryň Evropy. Na olympijských hrách 2000 byla členkou italské olympijské výpravy jako náhradnice družstva fleretistek. Do olympijského turnaje však nezasáhla a zlatou medaili, které italské družstvo vybojovalo, neobdržela.